# گابریل فیگوروا
گابریل فیگوروا (اسپانیایی: Gabriel Figueroa‎؛ ۲۴ آوریل ۱۹۰۷ – ۲۷ آوریل ۱۹۹۷) یک فیلم‌بردار اهل مکزیک بود.

## فیلم‌شناسی
- پدرو پارامو (۱۹۶۷)
- شمعون صحرا (۱۹۶۴)
- شب ایگوانا (۱۹۶۴)
- مرد کاغذی (۱۹۶۳)
- ملک‌الموت (۱۹۶۲)
- فراموش‌شدگان (۱۹۵۰)
- فراری (۱۹۴۷)